# الضوء (فلم 2017)
الضوء (باليابانية: 光) هو فيلم درامي رومانسي ياباني صدر عام 2017 من إخراج نعومي كاواسي. اختير للتنافس على جائزة السعفة الذهبية في المسابقة الرئيسية لمهرجان كان السينمائي 2017. وفي مهرجان كان، فاز بجائزة لجنة التحكيم المسكونية.

## القصة
تُبدع ماساكو (أيامي ميساكي) أوصافًا صوتية للأفلام. يدفعها شغفها والتزامها بعملها إلى ابتكار نصوص معبرة وغنية لجمهور المكفوفين قدر الإمكان. تُجرّب ذلك على مجموعة من عشرة مكفوفين. في أحد العروض التجريبية، تلتقي بماسايا (ماساتوشي ناغاسي)، وهو مصور فوتوغرافي مشهور يفقد تدريجيًا بصره وقدرته على ممارسة حرفته. تجعل شخصية ماسايا القوية منه الوحيد الذي ينتقد نصوصها بشدة. يُساعد ماساكو على رؤية برودة أوصافها الدقيقة. على الرغم من الاختلافات التي تنشأ بينهما، ينجح كلاهما في بناء علاقة قوية تسمح لهما باستكشاف عالم كان غير مرئي سابقًا لأعينهما. في المشهد الأخير من الفيلم، يُكافح الرجل العجوز لتسلق كثيب صغير، وعند القمة يتوقف مُواجهًا غروب الشمس. يعكس هذا الرسالة التي ينقلها وجهه الجامد دون فرض رؤية على المُشاهد.

## الممثلون
- ماساتوشي ناغاسي في دور ماسايا ناكاموري
- أيامي ميساكي في دور ميساكو أوزاكي
- نومي ناكاي
- شيهيرو أوتسوكا
- كازوكو شيراكاوا
- تاتسويا فوجي في دور كيتاباياشي

## الاستقبال
حصل الفيلم على نسبة موافقة 63% على موقع روتن توميتوز، بناءً على 30 مراجعة بمتوسط تقييم 6.5/10. كما حصل على متوسط تقييم مرجح 52 من 100 على موقع ميتاكريتيك، بناءً على 5 نقاد، مما يشير إلى «مراجعات مختلطة أو متوسطة".
قال كلارنس تسوي من هوليوود ريبورتر إن «فيلم الضوء لا يزال غارقًا في علاقات غير مكتوبة تنتهي بأنها أقل جاذبية عاطفية مما تبدو عليه». ووصف جاي لودغ من مجلة فارايتي الفيلم بأنه «جميل» و«صادق».

## روابط خارجية
- مقالات تستعمل روابط فنية بلا صلة مع ويكي بيانات